# توماری نورمیو
توماری نورمیو (انگلیسی: Tuomari Nurmio؛ زادهٔ ۲۱ نوامبر ۱۹۵۰) خواننده-ترانه‌پرداز اهل فنلاند است.
وی همچنین برندهٔ جوایزی همچون جایزه اینو لینو شده‌است.